# بایواتس
بایواتس (به صربی: Bajevac) یک روستا در صربستان است که در Lajkovac واقع شده‌است.